# Cristian Mora
Cristian Rafael Mora Medrano, conosciuto semplicemente come Cristian Mora (Vinces, 26 agosto 1979), è un ex calciatore ecuadoriano, di ruolo portiere.
Mora ha giocato come portiere nella nazionale ecuadoriana, dal 2006 al 2008, dove fu sostituito da Marcelo Elizaga. Aveva la maglia numero 12.

## Palmarès

### Club

#### Competizioni nazionali
- Campionato ecuadoriano: 2

LDU Quito: 2005 (Apertura), 2007